# Gymnothorax undulatus

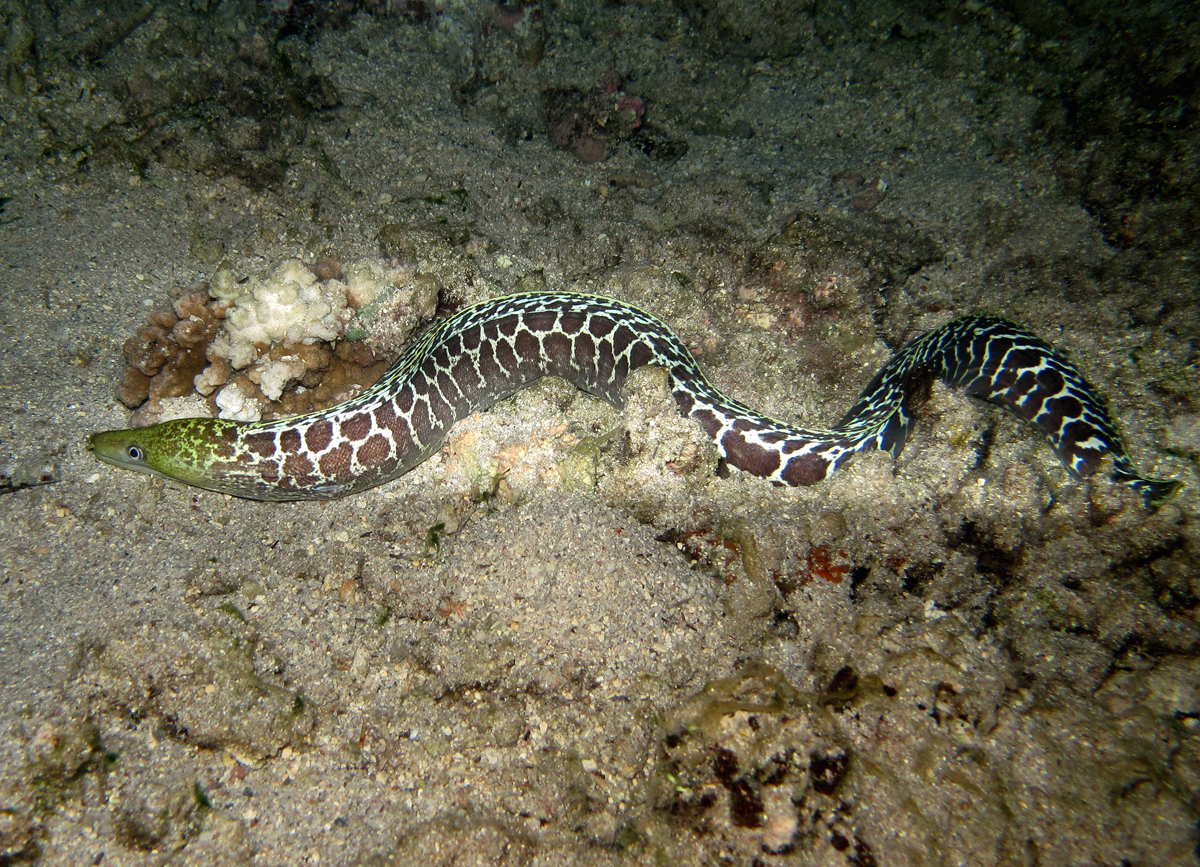
G. undulatus caccia di notte; qui visibile il lungo corpo anguilliforme

La murena ondulata (Gymnothorax undulatus) è un pesce osseo marino appartenente alla famiglia Muraenidae, diffuso nelle barriere coralline dell'Indo-Pacifico tropicale.

## Descrizione
L'aspetto generale è quello comune alle murene. La colorazione è gialla nel capo e lungo il margine superiore della pinna dorsale, ed è lungo il resto del corpo, con diversi disegni marmorizzati. È una murena di medie dimensioni, e raggiunge i 1,8 metri di lunghezza.

## Biologia

### Comportamento
È un ospite abbastanza frequente di labridi e gamberetti pulitori.
Può essere talvolta predata da squali del reef, come i pinna bianca e i pinna nera, o addirittura da murene più grosse. Al contrario di come molti pensano, nessuna specie di murena è velenosa, né tanto meno aggressiva: morde solo se seriamente disturbata. Il rischio è più alto solo quando viene offerto del cibo all'animale. Per questo, la pratica molto usata di cibare le murene in immersione con del pesce morto è sconsigliata: non avendo una vista eccezionale, le murene possono confondere la mano di un sub per un pesce offerto. G. undulatus è quindi un pesce molto timido ed è quieto verso l'uomo; inoltre la credenza che sia velenosa non è fondata. L'unico rischio in caso di morso è che la ferita si infetti.

### Alimentazione
Basata su pesci, cefalopodi e crostacei. Arriva a stremare i polpi indopacifici, la sua preda preferita, contorcendosi su sé stessa e strappando a brandelli la carne e le braccia. Come altre murene, G. undulatus è dotata di una "mascella" aggiuntiva nell'esofago allo scopo di inghiottire al meglio prede voluminose (mascella faringea).